# تپه چغا الهی
تپه چغا الهی مربوط به مس وسنگ است و در شهرستان کرمانشاه، بخش کوزران، دهستان سنجابی، ضلع شمالی روستای چغا الهی واقع شده و این اثر در تاریخ ۲۷ اسفند ۱۳۸۶ با شمارهٔ ثبت ۲۲۴۳۰ به‌عنوان یکی از آثار ملی ایران به ثبت رسیده است.